# Мила Савова
Мила Методиева Савова е българска актриса.

## Биография
Родена е във Варна на 12 август 1883 г. Започва актьорската си дейност в читалище „Зора“ в Сливен. През 1899-1900 и през 1904 г. играе в театър „Роза Попова“. От 1900 до 1904 г. е актриса в трупата „Скръб и утеха“. През 1918-1919 г. играе в театър „Корона“, през 1919-1920 г. в „Общодостъпен театър“. На два пъти за по един сезон, през 1920-1921 и 1922-1923 г., играе на сцената на Народния театър. След това последователно е актриса в Пловдивски общински театър, Хасковски градски театър, „Свободен театър“, Варненски общински театър, Бургаски градски театър, пътуващият театър „Добри Войников“, в „Нова драма“, „Родна сцена“, „Мара Тотева“, „Възраждане“, Врачански областен театър. Почива на 3 май 1965 г. в София.

## Роли
Мила Савова играе множество роли, по-значимите са:
- Малама – „Вампир“ на Антон Страшимиров
- Г-жа Милър – „Коварство и любов“ на Фридрих Шилер
- Дойката – „Ромео и Жулиета“ на Уилям Шекспир
- Гена – „Майстори“ на Рачо Стоянов[1]

## Филмография
- Стрина Страхилка – „Под старото небе“ (1922)
- Баба Гина – „Бунтът на робите“ (1933)